# Роберто Липи
Роберто Липи (на италиански: Roberto Lippi е бивш пилот от Формула 1. Роден на 17 октомври 1926 г. в Рим, Италия.

## Формула 1
Роберто Липи прави своя дебют във Формула 1 в Голямата награда на Италия през 1961 г. В световния шампионат записва 3 състезания като не успява да спечели точки, състезава се с частен Де Томазо.